# فيروس جدري النسناس
فيروس جُدَرِيُّ النِّسْناس (الاسم العلمي: Monkeypox virus) ويُعرف اختصارًا MPV أو MPXV، هو فيروسٌ حيواني المنشأ مزدوج الحمض النووي الريبوزي منقوص الأكسجين (الدنا)، وهو نوعٌ ضمن جنس الفيروسة الجدرية [الإنجليزية] (الاسم العلمي: Orthopoxvirus) الذي يتبع فصيلة الفيروسات الجدرية (الاسم العلمي: Poxviridae). يُعد واحدًا من الفيروسة الجدرية البشرية التي تتضمن فيروسات الجدري وجدري البقر والوقس. لا يُعد هذا الفيروس سلفًا أو سليلًا مباشرًا لفيروس الجدري. يُسبب هذا الفيروس مرضًا يُشبه الجدري، ولكن مع طفحٍ جلديٍ أخف ومعدل وفياتٍ أقل.
لوحظ اختلاف حدة الفيروس في العينات المعزولة، حيث كانت عينات أفريقيا الوسطى أكثر حدةً من تلك الموجودة في غرب أفريقيا. تحتوي المنطقتان على فروعٍ حيوية مُميزة من الفيروس، وتُسمى الفروع الحيوية في حوض الكونغو وغرب أفريقيا.

## علم الفيروسات

### التصنيف
فيروس جدري القرود هو جزء من جنس فيروس أرثوبوكس، الذي ينتمي إلى عائلة فيروسات الجدري، والتي أدرجتها منظمة الصحة العالمية كأمراض ذات إمكانات وبائية أو جائحة. هناك نوعان فرعيان أو مجموعات، المجموعة الأولى مرتبطة تاريخيًا بحوض الكونغو والمجموعة الثانية مرتبطة تاريخيًا بغرب إفريقيا. تسببت المجموعة الثانية في تفشي عالمي خلال عامي 2022-2023.
يتطابق فيروس جدري القرود بنسبة 96.3% مع فيروس الجدري فيما يتعلق بمنطقة ترميزه، لكنه يختلف في أجزاء الجينوم التي تشفر الضراوة ونطاق المضيف. ومن خلال التحليل التطوري، وجد أن فيروس جدري القرود ليس من نسل فيروس الجدري بشكل مباشر.

### البنية والجينوم
فيروس جدري القرود، مثل فيروسات الجدري الأخرى، بيضاوي الشكل، بغشاء خارجي من البروتين الدهني. يحمي الغشاء الخارجي الإنزيمات والحمض النووي وعوامل النسخ للفيروس. تتكاثر فيروسات الحمض النووي النموذجية وتعبر عن جينومها في نواة الخلايا حقيقية النواة، وتعتمد بشكل كبير على آلية الخلية المضيفة. ومع ذلك، تعتمد فيروسات جدري القرود في الغالب على البروتينات المشفرة في جينومها والتي تسمح لها بالتكاثر في السيتوبلازم.
يتألف جينوم فيروس جدري القرود من 200 قاعدة من الحمض النووي مزدوج السلسلة الذي يشفر 191 بروتينًا. وعلى غرار فيروسات الجدري الأخرى، تحتوي فيروسات جدري القرود على أغلفة بيضاوية كبيرة. يوجد داخل كل فيروس نواة تحمل الجينوم، إلى جانب الإنزيمات التي تساعد في إذابة الغلاف البروتيني والتكاثر. يشفر مركز الجينوم الجينات المشاركة في وظائف رئيسية مثل النسخ والتجميع الفيروسي؛ ترتبط الجينات الموجودة على أطراف الجينوم الفيروسي بشكل أكبر بالتفاعلات بين الفيروس وخلية المضيف، مثل خصائص بروتين السنبلة.
فيروس جدري القرود كبير نسبيًا، مقارنة بالفيروسات الأخرى. الأمر الذي يجعل من الصعب على الفيروس اختراق دفاعات المضيف، مثل عبور الوصلات الفجوية. وعلاوة على ذلك، فإن الحجم الكبير يجعل من الصعب على الفيروس التكاثر بسرعة والتهرب من الاستجابة المناعية. للتهرب من أجهزة المناعة لدى المضيف، وكسب المزيد من الوقت للتكاثر، طور فيروس جدري القرود وفيروسات الأورثوبوكس الأخرى آليات للتهرب من خلايا المناعة المضيفة.

### التكاثر ودورة الحياة
كفيروس أورثوبوكس، يحدث تكاثر فيروس الجدري بالكامل في سيتوبلازم الخلية داخل المصانع - التي تم إنشاؤها من الشبكة الإندوبلازمية الخشنة للمضيف (ER) - حيث يحدث أيضًا نسخ وترجمة mRNA الفيروسي. المصانع هي أيضًا حيث يوجد تكاثر الحمض النووي، والتعبير الجيني، وتجميع الفيروسات الناضجة (MV).
فيروسات الجدري قادرة على الارتباط بسطح الخلية بمساعدة البروتينات الفيروسية. يعتمد دخول الفيروس إلى غشاء بلازما الخلية المضيفة على درجة حموضة محايدة، وإلا يحدث الدخول عبر مسار إندوسيتي يعتمد على درجة حموضة منخفضة. يحتوي MV لفيروس جدري القرود على مجمع اندماج دخول (EFC)، مما يسمح له بدخول الخلية المضيفة بعد الارتباط.
يتم ترجمة mRNA الفيروسي إلى بروتين فيريون هيكلي بواسطة الريبوسومات المضيفة. يبدأ التعبير الجيني عندما يفرز MPV البروتينات الفيروسية والعوامل الأنزيمية التي تعطل الخلية. الفيروسات الناضجة معدية. ومع ذلك، فإنها ستبقى داخل الخلية حتى يتم نقلها من المصانع إلى حجرة غولجي/الجسيم الداخلي. يسمح تخليق البروتين بغشاء الشبكة الإندوبلازمية للمصنع بالتفكك، بينما ستظهر أغشية ثنائية الطبقة الدهنية الصغيرة لتغليف جينومات الفيروسات الجديدة، والتي أصبحت الآن فيروسات خارج الخلية (EVs). تعد جينات VPS52 وVPS54 لمجمع GARP، والتي تعد مهمة للنقل، ضرورية لتغليف الفيروس وتكوين EVs. تعالج وحدات DNA المتراكبة الجينومات، التي تظهر في الفيروسات الجديدة، جنبًا إلى جنب مع الإنزيمات الأخرى والمعلومات الجينية اللازمة لحدوث دورة التضاعف. تعد الحويصلات الخارجية ضرورية لانتشار الفيروس من خلية إلى أخرى وانتشاره لمسافات طويلة.

## الانتقال

### من الحيوان إلى الإنسان
يمكن أن يحدث الانتقال الحيواني من خلال الاتصال المباشر بالدم أو السوائل الجسدية أو الجروح أو الآفات المخاطية للحيوانات المصابة سواء كانت ميتة أو حية. يعتقد أن الفيروس نشأ في إفريقيا حيث لوحظ الفيروس في حيوانات متعددة، بما في ذلك السناجب الحبلية، والسناجب الشجرية، والفئران الغامبية، والزغب، وأنواع مختلفة من القرود. على الرغم من أن الخزان الطبيعي لفيروس جدري القرود لم يتم تحديده بعد، إلا أنه من المتوقع أن تكون القوارض هي الخزان الأكثر احتمالًا. يثبت تناول اللحوم التي لم يتم طهيها بشكل صحيح واستهلاك منتجات أخرى من الحيوانات المصابة أنه عامل خطر رئيسي في انتشار العدوى.

### من الإنسان إلى الإنسان
يمكن أن ينتقل فيروس جدري القرود من شخص إلى آخر من خلال ملامسة مادة أو سائل الآفة المعدية على الجلد أو في الفم أو على الأعضاء التناسلية؛ يشمل ذلك اللمس والاتصال الوثيق وأثناء ممارسة الجنس. وقد ينتشر أيضًا عن طريق الرذاذ التنفسي من التحدث أو السعال أو العطس. خلال تفشي 2022-2023، كان الانتقال بين الأشخاص عن طريق الاتصال الجنسي حصريًا تقريبًا. هناك خطر أقل للإصابة بالعدوى من الأدوات (الأشياء التي يمكن أن تصبح معدية بعد لمسها من قبل شخص مصاب) مثل الملابس أو الفراش، ولكن يجب اتخاذ الاحتياطات اللازمة.
ثم يدخل الفيروس الجسم من خلال الجلد المكسور أو الأسطح المخاطية مثل الفم أو الجهاز التنفسي أو الأعضاء التناسلية.

### من الإنسان إلى الحيوان
هناك حالتان مسجلتان لانتقال العدوى من الإنسان إلى الحيوان. حدث كلاهما أثناء تفشي حمى الضنك العالمية في الفترة 2022-2023. في كلتا الحالتين، أصيب أصحاب الكلاب الأليفة أولًا ونقلوا العدوى إلى الحيوان الأليف.